# Megaselia martensi
Megaselia martensi är en tvåvingeart som beskrevs av Ronald Henry Lambert Disney 1999. Megaselia martensi ingår i släktet Megaselia och familjen puckelflugor. Inga underarter finns listade i Catalogue of Life.